# Luppé-Violles
Luppé-Violles é uma comuna francesa na região administrativa de Occitânia, no departamento de Gers. Estende-se por uma área de 7,57 km². Em 2010 a comuna tinha 153 habitantes (densidade: 20,2 hab./km²).